# Гіндеоань
Гіндеоань, Гіндеоані (рум. Ghindăoani) — комуна у повіті Нямц в Румунії. До складу комуни входить єдине село Гіндеоань.
Комуна розташована на відстані 297 км на північ від Бухареста, 20 км на північ від П'ятра-Нямца, 94 км на захід від Ясс.

## Населення
У 2009 року у комуні проживали 2173 особи.

## Зовнішні посилання
- Дані про комуну Гіндеоань на сайті Ghidul Primăriilor [Архівовано 9 квітня 2010 у Wayback Machine.]